# Kanton Delsberg
Der Kanton Delsberg (französisch Canton de Delémont) war ein Kanton der Ersten Französischen Republik und des Ersten Kaiserreichs auf dem Gebiet der heutigen Basel-Landschaft und Jura in der Schweiz.

## Département Mont-Terrible
Er entstand am 23. März 1793 mit der vom französischen Nationalkonvent beschlossenen formellen Annexion der Raurakischen Republik. Der Kanton war Teil des Distrikts Delsberg im neu geschaffenen Département Mont-Terrible und umfasste acht Gemeinden:
- Bourrignon
- Delsberg/Delémont (Hauptort)
- Develier
- Mettembert
- Movelier
- Pleigne
- Roggenburg
- Soyhières

Laut einem Rundschreiben des Innenministeriums vom 7. Frimaire des Jahres VI (27. November 1797) zählte der Kanton Delsberg 3013 Einwohner, von denen 737 wahlberechtigt waren.

## Département Haut-Rhin
Gemäss dem Gesetz vom 28. Pluviôse des Jahres VIII (17. Februar 1800) wurde der Kanton Vicques aufgehoben und mit dem Kanton Delsberg vereinigt. Der vergrösserte Kanton gehörte neu zum Arrondissement Delsberg im Département Haut-Rhin und umfasste 15 Gemeinden:
| - Bourrignon - Courfaivre - Courroux - Courtételle - Delsberg/Delémont (Hauptort) - Develier - Mettembert - Montsevelier | - Movelier - Pleigne - Rebeuvelier - Roggenburg - Soyhières - Vermes - Vicques |

Ausgehend von den Zahlen des Rundschreibens von 1797 zählte der Kanton Delsberg 5906 Einwohner, davon 1548 Wahlberechtigte. Durch Beschluss des Wiener Kongresses vom 20. März 1815 wurde das Territorium dem Kanton Bern zugeschlagen. Seit 1979 gehört der überwiegende Teil zum Kanton Jura, die Gemeinde Roggenburg gelangte 1994 zum Kanton Basel-Landschaft.